# Grethe Ingmann
Grethe Ingmann tidl. Grethe Clemmensen (17. juni 1938 i København – 18. august 1990 i Frederikssund) var en dansk sangerinde.
Grethe Clemmensen debuterede som 17-årig i The Malihini Hawaiians, og kort efter sang hun med Jørn Grauengaard og hans trio.
Hun sang primært pop og jazz og var gift med Jørgen Ingmann fra 1956 til 1975.
Sammen vandt parret i 1963 Det internationale Melodi Grand Prix i London med Dansevise. Både i tiden med og efter Jørgen Ingmann blev det til en lang række indspilninger i mange stilarter.
Grethe Ingmann døde den 18. august 1990 på Frederikssund Sygehus, efter hun fik konstateret leverkræft. Fire dage senere blev hun begravet på Sundby Kirkegård.